# El Wendigo (revista)
El Wendigo es una revista española de información, estudio y crítica de la historieta fundada en 1974 en Gijón. Durante treinta y ocho años ha mantenido una periodicidad continua, habiendo publicado en ese tiempo más de 120 números y varios extras, lo que la sitúa como la revista de crítica de cómic más veterana de España y una de las más antiguas de Europa. La asociación homónima, constituida en torno a la revista, organiza además el Salón Internacional del Cómic del Principado de Asturias, que entrega los Premios Haxtur.
Editada por el colectivo Gairni (Grupo Astur de Investigaciones y Realizaciones de la Narrativa de Imágenes) y dirigida por Faustino Rodríguez Arbesú.

## Trayectoria

### Inicios
El Wendigo apareció en el año 1974, editado por Ramón Fermín Pérez e Ignacio Sánchez, como un fanzine. Adoptó las características de una revista con su quinto número.
Sus colaboradores eran destacados impulsores de las jornadas dedicadas a la Historieta dentro del marco de los festivales de "Cine y TV de Gijón" (1973-1979), siendo en repetidas ocasiones miembros del jurado internacional. De 1973 a 1978 componentes de "El Wendigo" habían mantenido una página semanal sobre cómic y otra sobre cine en el periódico El Comercio de Gijón con los títulos "El Cómic, un Medio de Expresión Pop" y "Cine de Ayer, Hoy y Mañana". Lo publicado rebasa las 180 páginas. 
Desde el séptimo número es dirigida por Faustino R. Arbesú.
En 1973 en la sección que han creado "El Cómic, un medio de expresión pop", Arbesú publica un artículo sobre el lenguaje del autor norteamericano Winsor McCay. Con él introduce en el estudio de los cómics el concepto de su lenguaje específico (compartido por el cine) y de paso pone el acento en la trascendencia que el autor referido tuvo sobre él. Concepto que continuará en la revista que dirige y edita EL WENDIGO en el n.º 6, creando una nueva forma de analizar la crítica de los tebeos, que dio paso a la investigación en esta revista sobre el lenguaje de la imagen narrativa moderna  y sobre la aportación que sobre él Winsor McCay había desarrollado, que se va desgranado en los n.º 15,25,72 y 73, y que culmina en la investigación publicada en formato libro (DIN A4 y en color) con el n.º 123/124 (octubre de 2017) bajo el título de WiNSOR McCAY ARTE Y LENGUAJE.
En 1975 crearon el Premio Haxtur para el Salón del Cómic, que aquel año se celebraba en Gijón.

### Años 80
Faustino R. Arbesú escribió y proporcionó el material para la serie de 16 programas Asturias y la Historieta, realizada por el centro regional de T.V.E., más tarde difundido a través de la Primera Cadena en una versión reducida pero mejorada y enviada a un certamen internacional celebrado en Italia (Chinciano), para programas creados por televisiones regionales y autonómicas.
En el año 1985 se organiza con carácter itinerante la exposición Asturias y la Historieta. La primera que sobre cómic astur se organiza en Asturias y se publica el correspondiente libro-catálogo, todo ello elaborado por miembros del El Wendigo bajo el patrocinio de la Consejería de Cultura y Deportes del Principado de Asturias. A partir de esta investigan, organizan más de sesenta exposiciones. Ha creado exposiciones para la 1.ª Semana Negra de Gijón, los Ayuntamientos de La Coruña, Villaviciosa, Oviedo, Avilés, Santander, Torrelavega, Langreo, Córdoba, Orense, Bilbao, Estambul, Cursos de verano en El Escorial, organizados por la Universidad Complutense de Madrid y Palma de Mallorca.
Miembros de "El Wendigo" fueron conferenciantes o colaboradores en asociaciones culturales o salones del cómic por toda la geografía española y en el extranjero: Oporto, Bilbao, La Coruña, Santander, Torrelavega, Orense, Zaragoza, Barcelona, Madrid, en El Escorial en los encuentro de Verano de la Complutense en 1997, Estambul, Córdoba. Palma de Mallorca y en los Encuentros de la Juventud en Cabueñes, Gijón.
En la Gran Enciclopedia Asturiana, todas las entradas relacionadas con los cómics han sido escritas por miembros de El Wendigo.
Impartido cursos sobre el cómic para el profesorado de Instituto en Asturias.
Invitados por la Temple University de Filadelfia, para presentar una ponencia sobre cómic durante la celebración del "16 Congreso de Comunicación de Masas". Ponencia que fue presentada el 26 de julio de 1988 en el Palacio de Congresos de Barcelona con el título de Asturias y la Historieta proyectándose la serie homónima de TV 
Jurados de Concursos de Cómics por toda la geografía de España.
Artículos publicados en "El Wendigo" se han editado en periódicos de toda española, en Bélgica, Cuba y Francia. Destacando de forma muy especial El Diario de Avisos de Tenerife en la sección de Manuel Darias.
Asesores culturales de la Consejería de Cultura del Principado de Asturias durante los años 1984, 1985 y 1986 en el apartado correspondiente a imagen.
Durante la celebración de la Feria de Muestras de Asturias en la edición de 1989, la Caja de Ahorros de Asturias montó en su stand una exposición con el título Museo de la Historieta Asturiana, que fue organizada por el grupo "El Wendigo".

### Años 90
Los Salones del Cómic de Bilbao y Orense de 1993 y también el de Córdoba, se han montado con la colaboración de "El Wendigo".
En 1999, miembros de "El Wendigo" impartieron una conferencia dentro del ciclo El Guion y el cómic, organizado por la Asociación de amigos y víctimas del Cómic, en Palma de Mallorca. Compartían cartel con autores como Max o analistas como Román Gubern.
En agosto de 1999 Faustino R. Arbesú, director de "El Wendigo", organizó un Encuentro sobre La Edad Media y el cómic en la Universidad de verano de la Complutense en El Escorial. Fueron invitados para participar en él: Luis Conde, Federico Moreno, Gaspar Meana, Hermann Huper, Florentino Flórez, Jose María Flores, Antonio Lara y Sergi Vich. En 1997, en los mismos encuentros participó en el Centenario del Cómic: un Mundo en Viñetas. Organizado por Luis Alberto de Cuenca
Dos de sus miembros han participan como ponentes en II Congreso de Bibliografía Asturiana (21 al 24 de abril de 1999) en págs. 561/569 y 1329/49. Editado por el Gobierno del Principado de Asturias en el año 1999 - ISBN Obra completa 84-931263-0-6.- D. L. AS.- 3815/99 - con los títulos El Wendigo y la historieta asturiana".
Comisariado de la primera exposición sobre un autor de cómic, en el Museo de Bellas Artes de Asturias: Adolfo Buylla. Historietas para la Historia, Oviedo. Incluyendo libro-catálogo editado(1999).

### Nuevo siglo
En noviembre del año 2000 la multinacional francesa de informática Wanadoo estableció contacto con El Wendigo, con el objeto de crear el priner Portal Informático Profesional del Cómic en España. Salió a las pistas cibernéticas el 28 de mayo de 2001 bajo el título de Wanadoocomic.com. Finalizó su corta andadura al cumplirse un año del contrato que entre ambas empresas habían establecido.
En el año 2000, en el n.º 83 se inicia un homenaje al dibujante español, prácticamente desconocido este país y uno de los más populares en el mundo anglosajón, José Rafael Méndez Méndez (Ortiguera-Asturias 1938), con el título Galería Rafael Méndez. En ella se muestran, en sus páginas centrales, dibujos de este autor prácticamente desconocidos en España, obtenidos de la colección del dibujante /representante Macabich. Finaliza esta Galería en el año 2014 n.º 212 de la citada revista.
La mayor parte de las exposiciones que sobre cómic se vienen montando desde al año 2002 en la sala de exposiciones CASAL SOLLERIC de Palma de Mallorca, lo han hecho con la colaboración de "El Wendigo", El Salón Internacional del Cómic del Principado de Asturias y de forma especial de Florentino Flórez.
En 2005 se anunció su cierre, pero al año siguiente, el 13 de octubre, se presentó un nuevo número, en esta ocasión doble, el 105-106 seguido de otros hasta el N.º 117-118 presentado el día 14 de octubre dentro de la programación del XXXV Salón Internacional del Cómic del Principado de Asturias
En la actualidad, un miembro del equipo mantiene una página semanal sobre cómics TBEO Y NO LO CREO en el suplemento cultural del Diario de Mallorca.
Desde el 14 de octubre de 2011 la colección de revistas publicadas de "El Wendigo" puede ser descargada, gratuitamente, en el blog Ultramundo, donde escriben casi todos los colaboradores actuales de El Wendigo, con la notable excepción de Florentino Flórez.
1974/2017. Cuarenta y tres años de edición, creación, estudio e investigación sobre el Cómic, Historieta o Tebeo, que contribuyeron notablemente a establecer el camino recorrido y por recorrer, por este medio de expresión. Desde las catacumbas de la cultura hasta llegar a su reconocimiento como una de las artes que mayor modernidad apartaron al siglo XX.

## Premios y distinciones
La labor en pro de la Historieta realizada por "El Wendigo" y sus componentes ha obtenido las siguientes distinciones 
- Premios Diario de Avisos De Tenerife, creados en 1977.
- Año 1978 Premio Diario de Avisos de Tenerife Al Mejor Comentarista a "El Wendigo".
- Año 1979 Premio Diario de Avisos de Tenerife Al Mejor Comentarista a Faustino Rodríguez Arbesú.
- Año 1984 Premio Diario de Avisos de Tenerife Al Mejor Comentarista a "El Wendigo".
- Año 1989 Premio Diario de Avisos de Tenerife Al Mejor Comentarista a "El Wendigo".
- Año 1991 Premio Diario de Avisos de Tenerife Mejor Labor pro Historieta a El Salón Internacional del Cómic del Principado de Asturias.
- Año 1998 Premio Diario de Avisos de Tenerife Al Mejor Comentarista a "El Wendigo".
- Años 1989, 1990 y 1992 Editorial Zinco por votación nacional de sus lectores “Premio al Mejor Fanzine” a El Wendigo.

La asociación de estudiosos portugueses del cómic de Oporto, Viejo Pelícano, estableció en 1993 los Premios Simáo en el seno del Salón Internacional del Cómic de Oporto. Incorporando una nueva modalidad, el Premio al Mejor Fanzine Extranjero
- Año 1993 Premio Simáo  al “Mejor Fanzine Extranjero” a El Wendigo, en el Salón Internacional del Cómic de Oporto
- Año 2001 Premio Manzana de Plata de Villaviciosa concedido por el Ayuntamiento de Villaviciosa- Asturias a Faustino Rodríguez Arbesú por su labor en pro de la Historieta.

- En 1994  John A. Lent, profesor de la Temple University de Pensilvania, publica una serie de Diccionarios relacionados con el cómic en el mundo. En los titulados Cómic Books and Cómíc Strips in the United States An International Bibliography y Cómic Art en Europe, editados por Greenwood Press de Londres con ISBN 0-313-28211-0: ISSN 1066-0658, hay publicadas más de 200 entradas sobre El Wendigo y sus componentes Ramón F. Pérez, Sofía Carlota Rodríguez, [Florentino Flórez], Faustino R. Arbesú, Javier Cuervo etc.

- La revista cubana C Línea nombró miembro de honor del grupo PELE de investigación sobre la Historieta a Faustino R. Arbesú en 1974.